# Joeropsis concava
Joeropsis concava là một loài chân đều trong họ Joeropsididae. Loài này được Schultz miêu tả khoa học năm 1966.